# جی۰۵۲۹-۴۳۵۱
جی۰۵۲۹–۴۳۵۱ پرجرم‌ترین سیاه‌چاله کلان‌جرم در مرکز درخشان‌ترین و فعال‌ترین ابرنواختر تا کنون شناخته شده در اخترشناسی است. جرم جی۰۵۲۹–۴۳۵۱ ۱۷ بیلیون جرم خورشیدی برآورد شده و بر پایهٔ گزارش (nature astronomy) روزانه جرمی برابر خورشید را می‌بلعد.
این جرم در واقع سال‌ها پیش در داده‌ها ثبت شد، اما شکوه واقعی آن به تازگی شناخته شده است.
"ما شیئی را کشف کرده‌ایم که قبلاً از نظر این مشخصات وجودش شناخته نشده بود؛ سال‌هاست که به چشمان ما خیره شده است، زیرا بیش از مدتی که احتمالاً بشر وجود داشته است با همین درخشندگی خود می‌درخشد. اما ما اکنون آن را تشخیص داده‌ایم، نه به عنوان یکی از ستاره‌های پیش‌زمینهٔ بسیاری در کهکشان راه شیری، اما به عنوان یک جرم بسیار دور. کریستین وولف، از دانشگاه ملی استرالیا (ANU)، به بی‌بی‌سی می‌گوید.
ویژگی‌های جی۰۵۲۹–۴۳۵۱ با کمک تلسکوپ بسیار بزرگ در شیلی مورد تأیید فرار گرفته است.